# Starlight Dancer (Europees album)
Starlight Dancer is het 5e album van de Nederlandse symfonische-rockgroep Kayak. Het album verscheen in twee versies; dit artikel behandelt de Europese persing, de Amerikaanse versie was een soort verzamelalbum van dit en voorgaand album The Last Encore.
Het vertrek van Pim Koopman leidde tot een zoektocht naar een nieuwe drummer. Max Werner werd tegen zijn zin nog even achter het drumstel weggehouden. Charles Schouten werd van het conservatorium geplukt om mee te spelen. Ook de tweede bassist van de band Bert Veldkamp vertrok en zijn rol werd alleen voor dit album overgenomen door Theo de Jong. Het bleek volgens Ton Scherpenzeel tot een tweedeling te leiden binnen de groep, aan de ene kant Scherpernzeel, Werner en Slager richting rock en Schouten en De Jong richting jazzrock. Wat de balans ook verstoorde was dat de opnamen plaatsvonden in ze verschillende geluidsstudio’s. Kayak deed de Morgan Studios in Londen, de Morgan Studios in Brussel, de Relight Studio in Hilvarenbeek, de Trident Studios (opnieuw Londen) en de Wisseloord Studio's in Hilversum aan, die laatste was in opbouw. Vooral de Trident Studios vond Scherpenzeel interessant; hij mocht spelen op de beroemde piano aldaar, waar Rick Wakeman werkte met muziek van David Bowie. In eerste instantie was Robin Lumley als muziekproducent, die bleek er geen tijd voor te hebben, mede dankzij zijn werk voor Brand X. Lumley schoof Jack Lancaster naar voren (Lancaster and Lumley was ook een tijdelijk muziekduo), maar die liet de band de volle vrijheid, terwijl die in de ogen van met Scherpenzeel wel enige leiding kon gebruiken. Alsof de personele bezetting en het aantal studio’s nog niet genoeg waren, waren er twee (in Nederland) bekende gastmusici ingeschakeld. Op het album duikt voor het eerst de naam Irene Linders op, de vriendin van Ton Scherpenzeel; zij wordt hier als Irene geëerd met een instrumentale song. Bij het volgende album waren de personeelsproblemen goeddeels opgelost. Werner was inmiddels bevriend geraakt met Rick van der Linden en vroeg hem de begeleiding te verzorgen van Max' eerste solostuk Golddust, waarop Max zingt en drumt.

## Musici
- Ton Scherpenzeel – toetsinstrumenten, accordeon en zang
- Max Werner – zang, mellotron en slagwerk
- Johan Slager – gitaar, zang
- Theo de Jong – basgitaar
- Charles Schouten – slagwerk

Met medewerking van:
- Rick van der Linden – Yamaha GX1 synthesizer op "Golddust"
- Fred Leeflang - sopraansaxofoon op "Irene"

## Tracklist
Allen door Scherpenzeel; "Golddust" door Werner.

| Nr. | Titel                    | Duur |
| --- | ------------------------ | ---- |
| 1.  | Daughter Or Son          | 3:37 |
| 2.  | Starlight Dancer         | 5:03 |
| 3.  | Want You To Be Mine      | 4:46 |
| 4.  | Letdown                  | 2:48 |
| 5.  | Irene                    | 4:22 |
| 6.  | Golddust                 | 2:39 |
| 7.  | May                      | 4:21 |
| 8.  | Turn The Tide            | 3:34 |
| 9.  | Dead Bird Flies Forever  | 4:18 |
| 10. | Sweet Revenge            | 3:34 |
| 11. | Where Do We Go From Here | 4:40 |

Het album, dat toch redelijk succesvol was, verscheen in eerste instantie niet zelfstandig op compact disc. In 1988 verscheen het samen met zijn opvolger op één schijfje; gezien de tijdsduur werden "Dead Bird" en "Sweet Revenge" niet meegeperst. Later verscheen het met diezelfde opvolger en Periscope Life als 3 Originals met het volledige album, met een viertal bonustracks toegevoegd. Pas in juli 2010 besloot uitgeverij Universal het album als zelfstandige cd uit te brengen.

## Hitnotering
| "Starlight Dancer" in de Nederlandse Album Top 100 - binnen: 28-01-1978 | "Starlight Dancer" in de Nederlandse Album Top 100 - binnen: 28-01-1978 | "Starlight Dancer" in de Nederlandse Album Top 100 - binnen: 28-01-1978 | "Starlight Dancer" in de Nederlandse Album Top 100 - binnen: 28-01-1978 | "Starlight Dancer" in de Nederlandse Album Top 100 - binnen: 28-01-1978 | "Starlight Dancer" in de Nederlandse Album Top 100 - binnen: 28-01-1978 | "Starlight Dancer" in de Nederlandse Album Top 100 - binnen: 28-01-1978 | "Starlight Dancer" in de Nederlandse Album Top 100 - binnen: 28-01-1978 | "Starlight Dancer" in de Nederlandse Album Top 100 - binnen: 28-01-1978 | "Starlight Dancer" in de Nederlandse Album Top 100 - binnen: 28-01-1978 | "Starlight Dancer" in de Nederlandse Album Top 100 - binnen: 28-01-1978 | "Starlight Dancer" in de Nederlandse Album Top 100 - binnen: 28-01-1978 | "Starlight Dancer" in de Nederlandse Album Top 100 - binnen: 28-01-1978 | "Starlight Dancer" in de Nederlandse Album Top 100 - binnen: 28-01-1978 |
| Week                                                                    | 01                                                                      | 02                                                                      | 03                                                                      | 04                                                                      | 05                                                                      | 06                                                                      | 07                                                                      | 08                                                                      | 09                                                                      | 10                                                                      | 11                                                                      | 12                                                                      |                                                                         |
| ----------------------------------------------------------------------- | ----------------------------------------------------------------------- | ----------------------------------------------------------------------- | ----------------------------------------------------------------------- | ----------------------------------------------------------------------- | ----------------------------------------------------------------------- | ----------------------------------------------------------------------- | ----------------------------------------------------------------------- | ----------------------------------------------------------------------- | ----------------------------------------------------------------------- | ----------------------------------------------------------------------- | ----------------------------------------------------------------------- | ----------------------------------------------------------------------- | ----------------------------------------------------------------------- |
| Nummer                                                                  | 30                                                                      | 26                                                                      | 20                                                                      | 18                                                                      | 17                                                                      | 23                                                                      | 26                                                                      | 30                                                                      | 35                                                                      | 38                                                                      | 46                                                                      | 48                                                                      | uit                                                                     |